# 简·考尔

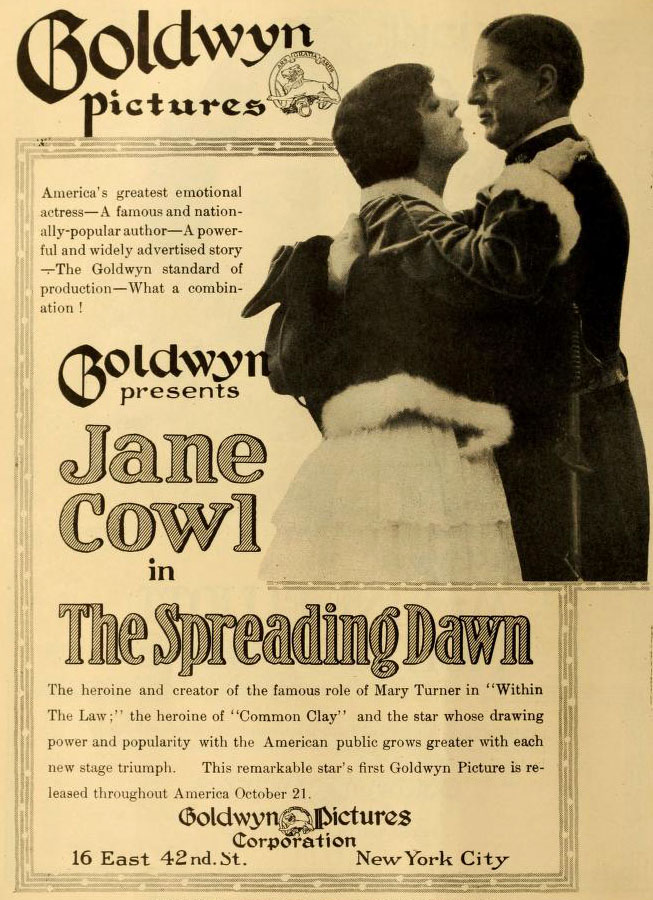
The Spreading Dawn (1917)

簡·考爾（英語：Jane Cowl，1883年12月4日—1950年6月22日）是一位美國電影暨舞台劇演員及劇作家。她於66歲時死於癌癥，葬在英烈祠紀念公園公墓。

## 生平
簡·考爾出生於馬薩諸賽州波士頓，出生時取的名字是葛瑞絲·貝利（Grace Bailey）。1902年至1904年間，考爾在紐約市布魯克林的伊拉莫斯院高中（Erasmus Hall High School）接受教育。她也曾在哥倫比亞大學參加過一些課程。
在伊拉莫斯院高中接受教育期間，考爾接受大衛·貝拉斯科（David Belasco）教導，在《Sweet Kitty Bellairs》（1903年）中出演，這一時期她也定下了自己的藝名“Jane Cowl”，接下來的數年中一直出演一些不起眼的角色，并繼續接受貝拉斯科的教導。她所扮演的第一個主角是1909年《結婚是場失敗嗎？》（Is Matrimony a Failure?）中的“范妮·佩里”（Fanny Perry），由貝拉斯科出品。次年，她在出演《賭徒》（The Gamblers），獲得極大的成功，緊接著是《Within the Law》（1912年）、《Common Clay》（1915年）等。

1923年，她在百老匯連續飾演了1,000多場朱麗葉。評論家喬治·簡·南森說：
|  | 她並不是我所見過的最好的茱麗葉，然而毫無疑問卻是最富有魅力的 |

1930年，她和年青的凱瑟琳·赫本出演了《Art and Mrs. Bottle》。
考爾在《謊言花園》（Garden of Lies，1915年）和《The Spreading Dawn》（1917年）這兩部默片中出演之後，就從影壇隱退了，直到1940年代才複出。簡·考爾和貝蒂·戴維斯一起出演了她的最後一電影《按需付款》，這部影片在她死後的1951年上映。

## 家庭
1906年6月18日，簡·考爾在紐約市嫁給了阿道夫·愛德華·克勞伯（Adolphe Edward Klauber），他是一位紐約時報的戲劇評論家。1930年二人分居，當時克勞伯的健康狀況已經不容樂觀，并前往肯塔基州路易斯維爾開始了“嚴格的隱居”，三年後去世。

## 作品
簡·考爾與簡·墨菲經常合用筆名“艾倫·朗頓·馬丁”（Allan Langdon Martin），他們的作品包括：
- 《Lilac Time》，1917年
- 《在日出時》（At Daybreak），1917年
- 《請接信息台》（Information Please），1918年
- 《一笑而過》，1919年
- 《嫉妒的月亮》（The Jealous Moon），1928年

## 電影年表
- 《謊言花園》（The Garden of Lies），1915年
- 《The Spreading Dawn》，1917年
- 《癡鳳求凰》，1949年
- 《The Secret Fury》，1950年
- 《得不到的男人》，1950年
- 《按需付款》，1951年

## 外部連結
- 简·考尔在互联网电影资料库（IMDb）上的資料（英文）
- 美國歷史中的簡·考爾
- 在Find a Grave上的简·考尔
- 互聯網百老匯資料庫（IBDB）上简·考尔的資料（英文）
- 簡·考爾 （页面存档备份，存于）圖像展覽館
- Corbis上的簡·考爾照片
- 華盛頓大學數字收藏中的簡·考爾
- 簡·考爾和簡·墨菲的照片